# Sapporo Dome
El Sapporo Dome (en japonés: 札幌ドーム) és un estadi on es practica tant el futbol com el beisbol. Està ubicat a Sapporo (illa de Hokkaido), al Japó.
És l'estadi on juguen de locals el Consadole Sapporo, en la J-League 2 de futbol) i el Hokkaido Nippon Ham Fighters, en la NPB de beisbol. És un dels estadis on es va disputar la Copa del Món de futbol 2002, jugant-se un total de tres partits de la primera fase. També fou seu als Jocs Olímpics de 2020, i de la Copa del Mön de Rugbi de 2019.